# Football Club Viktoria Plzeň
El Football Club Viktoria Plzeň (pronunciat: [ˈvɪktorja ˈpl̩zɛɲ]) és un club de futbol professional txec amb seu a Plzeň, fundat el 1911. Juga a la Primera Lliga Txeca, la màxima divisió de futbol del país.
Com a subcampió de la Copa de Txecoslovàquia de 1970–71, el club va guanyar el dret a jugar la Recopa de la temporada següent, en una temporada en què el guanyador Spartak Trnava també va guanyar la lliga i va jugar la Copa d'Europa. El 2010, van jugar a la UEFA Europa League després de guanyar la Copa Txeca 2009-10.
El club va guanyar la lliga txeca per primera vegada el 2011, i va participar en la fase de grups de la UEFA Champions League 2011–12, durant la qual va guanyar el seu primer partit de la Lliga de Campions, va fer cinc punts i es va classificar per a la ronda de 32ns de la UEFA Europa League 2011-12. El club va guanyar el seu segon títol de lliga txeca la temporada 2012-13.
La temporada 2013-14, el club va participar en la fase de grups de la UEFA Champions League i va acabar tercer. Després van arribar als vuitens de final de la UEFA Europa League abans de ser eliminats pel Lió.

## Història

### Primers anys
El 1911, Jaroslav Ausobský, un funcionari dels ferrocarrils estatals, va presentar una sol·licitud per a l'establiment d'un nou club de futbol a Plzeň. L'agost de 1911, el nou club Viktoria va jugar el seu primer partit, perdent per 7–3 contra l'Olympia Plzeň.
Durant els primers 18 anys de la seva existència, el Viktoria Plzeň va ser un club purament aficionat, tot i que el 1922–23 va fer el seu primer viatge estranger a Espanya, on va guanyar sis de nou partits. El juny de 1929, una reunió extraordinària de socis acordà fer-se professionals i entrar a la lliga nacional professional. El Viktoria va acabar la seva primera temporada en setena posició, però la temporada següent va millorar i va aconseguir el segon lloc, la qual cosa va suposar un primer ascens a la Primera Lliga. A la Primera Lliga Txecoslovaca de 1934–35, el Viktoria va acabar en quart lloc i, posteriorment, va jugar la Copa Mitropa de 1935, la màxima competició europea de clubs de l'època. Dos partits contra la Juventus van atraure cap al Viktoria a l'atenció del futbol europeu en general. Van empatar 3–3 a casa, però van perdre 5–1 a Torí.
El Viktoria va jugar sense èxit a la Primera Lliga, descendint la temporada de 1938 però tornant a la màxima competició l'any següent. L'esclat de la Segona Guerra Mundial va interrompre la competició, sobretot per l'absència d'equips d'Eslovàquia. El 1942, el Viktoria va tornar a caure a les divisions inferiors, però l'any següent va tornar a la màxima lliga, on romandrien fins al 1952. Aquell mateix any, el club va canviar el seu nom a Sokol Škoda Plzeň. Durant nou anys van romandre a les divisions, lluitant per tornar a la Primera Lliga, i el 1961, ara sota el nom de Spartak Plzeň, va aconseguir aquest ascens. El club va descendir i va ascendir amb freqüència entre les dues primeres categories fins al 1972, quan com a Škoda Plzeň es va establir a la Primera Lliga durant vuit anys.
El 1971, el Viktoria va guanyar la Copa Txeca per sorteig després que la final a dos partits acabés 4–4 en el global i 5–5 en una tanda de penals limitada contra l'Sparta Praga B. Van perdre 7–2 en total a la final de la Copa Txecoslovaca contra el guanyador de la Copa d'Eslovàquia, l'Spartak Trnava, però com que el Trnava havia guanyat el títol de lliga aquella temporada, el Viktoria va ser el participant del país a la Recopa d'Europa de la temporada següent, quan fou eliminat a la primera ronda davant el Bayern de Múnic, per un global de 7–2. Des de 1980 fins a la divisió de Txecoslovàquia 13 anys més tard, Viktoria es va moure amb freqüència entre els dos primers nivells de nou.

### Història recent

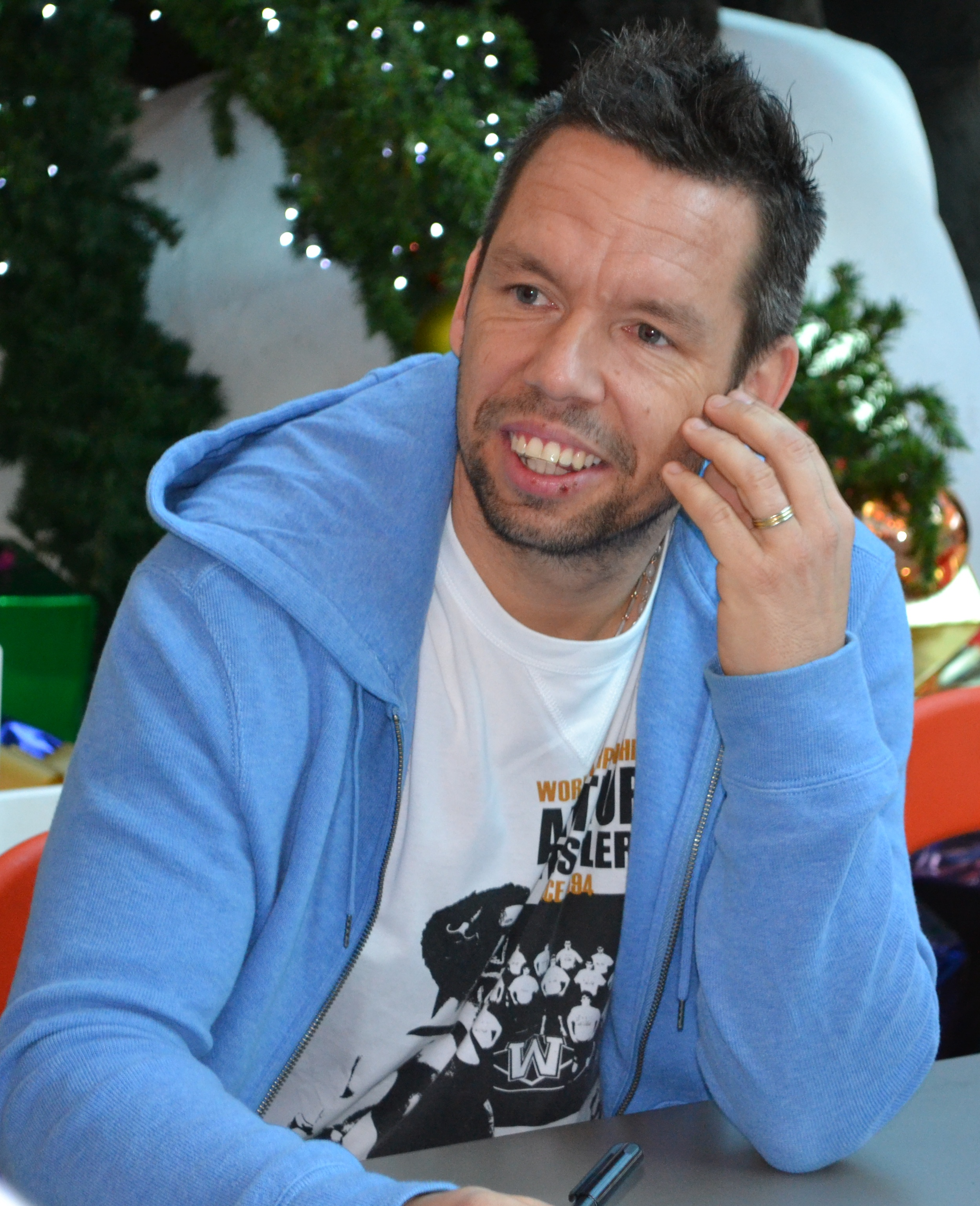
Pavel Horváth va ser votat com el millor jugador del Viktoria de tots els temps a la gala del centenari del club el 2012.

El 1992, el club va tornar al seu nom històric de FC Viktoria Plzeň i la temporada següent, va avançar a la primera lliga, on va romandre fins al 1999.
En els primers anys del nou mil·lenni, Viktoria era propietat d'un inversor estranger, la Companyia Italiana de Futbol, Ltd EAST. Aquesta situació va durar fins al març de 2005, quan el 100% de les accions del club van ser comprades per interessos locals. L'estiu del 2005 també va recuperar les relacions amb l'empresa de motors txeca Škoda, que abans havia estat el patrocinador del club.
El 18 de maig de 2010, el Viktoria va guanyar la final de la Copa Txeca per 2–1 contra el Jablonec, i va tornar a les competicions europees mitjançant la UEFA Europa League 2010–11. El Viktoria va entrar a la tercera ronda de classificació contra el Beşiktaş i els va mantenir 1–1 a casa abans de perdre per 3–0 fora.
El Viktoria va guanyar el seu primer campionat de lliga la 2010-11, acabant amb 69 punts contra els 68 de l'Sparta Praga. Per tant, el club es va classificar per a un play-off per a la UEFA Champions League 2011-12, en què va derrotar el Copenhaguen per 5-2 global. El Viktoria es va situar al grup H conjuntament amb el campió regnant, el FC Barcelona, i l'Milà, i va aconseguir la tercera posició del grup enregistrant una victòria sobre el BATE Borisov. Això va fer que el club caigués a la UEFA Europa League 2011-12 als vuitens de final, on va perdre 4-2 en el global davant el Schalke 04 després de la pròrroga.
L'Stadion města Plzně del club també es va reconstruir el 2011. L'11 de juny de 2011, Viktoria va celebrar juntament amb els aficionats al pati de la cerveseria Pilsner Urquell un centenari. El gener de 2012, el club va celebrar una gala festiva pel seu centenari i va votar l'actual migcampista Pavel Horváth com el millor jugador de tots els temps.
La temporada 2011-12, el Viktoria va acabar en tercer lloc de la lliga, a tres punts del campió Slovan Liberec, per classificar-se per a una tercera campanya consecutiva de la Lliga Europa. A partir de la segona ronda de classificació, el club va avançar per davant del Metalurgi Rustavi de Geòrgia i Ruch Chorzów de Polònia per establir un play-off contra el club belga Lokeren, en el qual el Viktoria va avançar en gols fora de casa després d'un empat global de 2-2. El club va acabar primer del grup B, per davant del vigent campió del torneig, l'Atlètic de Madrid. En els vuitens de final, el Viktoria va empatar contra el Napoli i va guanyar per 3-0 a casa i 2-0 a casa per passar als vuitens de final, on va jugar contra el Fenerbahçe SK. El Viktoria va perdre l'anada local per 1-0, i en l'anada (que es va jugar a porta tancada a causa de la recent conducta dels aficionats del club d'Istanbul) va empatar 1-1, i va provocar la seva eliminació. El Viktoria va guanyar la lliga txeca per segona vegada la temporada 2012-13.

## Noms històrics
- 1911 – SK Viktoria Plzeň (Sportovní klub Viktoria Plzeň)
- 1949 – Sokol Škoda Plzeň
- 1952 – Sokol ZVIL Plzeň (Sokol Závody Vladimíra Iljiče Lenina Plzeň)
- 1953 – DSO Spartak LZ Plzeň (Dobrovolná sportovní organizace Spartak Leninovy závody Plzeň)
- 1962 – TJ Spartak LZ Plzeň (Tělovýchovná jednota Spartak Leninovy závody Plzeň)
- 1965 – TJ Škoda Plzeň (Tělovýchovná jednota Škoda Plzeň)
- 1993 – FC Viktoria Plzeň (Football Club Viktoria Plzeň, a.s.)

## Rècords de jugadors a la Primera Lliga txeca
A 27 agost 2022.

Els jugadors destacats són a la plantilla actual.
| #  | Nom              | Partits |
| -- | ---------------- | ------- |
| 1  | David Limberský  | 393     |
| 2  | Milan Petržela   | 267     |
| 3  | Daniel Kolář     | 229     |
| 4  | Radim Řezník     | 211     |
| 5  | Lukáš Hejda      | 204     |
| 6  | Tomáš Hořava     | 197     |
| 7  | Jan Kovařík      | 195     |
| 8  | Václav Procházka | 188     |
| 9  | Marek Bakoš      | 177     |
| 10 | Jan Kopic        | 176     |

| #  | Name                | Gols |
| -- | ------------------- | ---- |
| 1  | Daniel Kolář        | 66   |
| 2  | Marek Bakoš         | 54   |
| 3  | Michael Krmenčík    | 45   |
| 4  | Jean-David Beauguel | 43   |
| 5  | Milan Petržela      | 38   |
| 6  | Pavel Horváth       | 35   |
| 7  | Michal Ďuriš        | 34   |
| 8  | Tomáš Hořava        | 31   |
| 9  | Jan Kopic           | 30   |
| 10 | Tomáš Heřman        | 23   |
| 10 | Jan Kovařík         | 23   |

## Entrenadors
- Rudolf Krčil (1963)
- Vlastimil Chobot (1967–68)
- Karel Kolský (1969–70)
- Jiří Rubáš (1970–75)
- Tomáš Pospíchal (1975–77)
- Jaroslav Dočkal (1977–78)
- Svatopluk Pluskal (1978–79)
- Josef Žaloudek (1979–? ?)
- Václav Rys
- Zdeněk Michálek (1993–95)
- Jaroslav Hřebík (1995–96)
- Antonín Dvořák (1996–97)
- Petr Uličný (1997–99)
- Milan Šíp (1999)
- Luboš Urban (1999–2000)
- Miroslav Koubek (octubre de 2000 – 01)
- Petr Rada (desembre 2001 - Octubre 2002)
- Zdeněk Michálek (octubre de 2002 - maig de 2003)
- František Cipro (maig de 2003 - maig de 2004)
- Martin Pulpit (maig de 2004). - maig de 2005)
- Zdeněk Michálek (maig de 2005 - Abril 2006)
- František Straka (abril de 2006 - maig de 2006)
- Michal Bílek (juliol de 2006 - setembre de 2006)
- Stanislav Levý (octubre de 2006 - Abril 2008)
- Karel Krejčí (abril de 2008 - maig de 2008)
- Jaroslav Šilhavý (juliol de 2008 - Octubre de 2008)
- Pavel Vrba (octubre de 2008 - desembre 2013)
- Dušan Uhrin Jr. (desembre de 2013 - Agost 2014)
- Miroslav Koubek (agost de 2014 - Agost 2015)
- Karel Krejčí (agost de 2015 - maig de 2016)
- Roman Pivarník (maig de 2016 - Abril 2017)
- Zdeněk Bečka (abril de 2017 - juny de 2017)
- Pavel Vrba (juny 2017 - desembre 2019)
- Adrián Guľa (desembre 2019 - Maig 2021)
- Michal Bílek (maig de 2021 - present)

## Palmarès

### Nacional
Primera Lliga txeca:
- Guanyadors (6): 2010–11, 2012–13, 2014–15, 2015–16, 2017–18, 2021–22
- Subcampions: 2013–14, 2016–17, 2018–19, 2019–20

Copa txeca:
- Guanyadors (1): 2009–10
- Subcampions: 2013–14, 2020–21

Supercopa txeca:
- Guanyadors (2): 2011, 2015
- Finalistes: 2010, 2013, 2014

2. Lliga txeca:
- Guanyadors (1) : 2002–03